# Jonathan Bailey (Bischof)
Jonathan Bailey KCVO (* 24. Februar 1940 in Liverpool; † 9. Dezember 2008) war ein britischer anglikanischer Theologe. Von 1995 bis 2005 amtierte er als Bischof der Diözese Derby in der Church of England.
Jonathan Bailey studierte am Trinity College der University of Cambridge und dem Ridley Hall College in Cambridge. Seine erste Stellung als Priester trat er 1965 in St Helens an. Von dort wechselte er in die Leitung einer Jugendbildungsstätte und übernahm 1976 eine Pfarrstelle in Wetherby. 1982 wurde er zum Archidiakon von Southend berufen – eine Stellung, die er zehn Jahre innehatte. Anschließend wurde er Suffraganbischof von Dunwich. Nach nur drei Jahren in diesem Amt wurde er aus Suffolk abberufen und 1995 zum Bischof von Derby ernannt. Als Bischof von Derby war er ab 1997 ein Mitglied des House of Lords. 2005 ging Jonathan Bailey in den Ruhestand.
Neben seiner Tätigkeit als Priester hatte Jonathan Bailey auch verschiedene Positionen in der Verwaltung der Kirche inne. Seine herausragendste Position neben seinem Bischofsamt war aber die des Clerk of the Closet. Dies ist eine historische Funktion; der Inhaber dieses Amtes ist ein persönlicher Ratgeber des Monarchen in theologischen und kirchlichen Fragen. Für seine Tätigkeit als Clerk of the Closet verlieh Elisabeth II. Jonathan Bailey 2005 den Royal Victorian Order.
Jonathan Bailey war seit 1965 verheiratet, und das Ehepaar hatte drei Söhne. Seine Frau wurde 1994 zur Priesterin geweiht, was ihn dann zum ersten anglikanischen Bischof machte, unter dessen Aufsicht seine Ehefrau stand.